# Pfut
Pfut   (10 de febrer de 1997)
Pfut o Pauleta, nascut el 10 de febrer de 1997, és un streamer i creador de youtuber especialitzat en futbol i videojocs.

## Biografia
Originari de Dammartin-en-Goële, a la regió de la Sena i Marne, Pfut és un gran fan del futbol, en particular del Paris Saint-Germain. El seu pseudònim és un homenatge a l'atacant Pauleta i mai ha revelat el seu nom complet, ja que sempre ha volgut preservar la seva vida privada. La seva passió pel videojoc, combinada amb el seu amor pel futbol, el va portar a començar a crear contingut sobre el joc FIFA el juliol de 2012. Apassionat pel joc FIFA 12, es va inspirar en creadors de contingut com Diablox92. Posteriorment, va començar a publicar vídeos sobre futbol, primer a YouTube, i més tard a Twitch.
Al gener de 2024, va ser un dels vint streamers més vistos a França a Twitch.

### Vídeos de futbol (Des de 2016)
Es va fer conegut per les seves sèries com Les 90, on analitza partits mítics de futbol, Les 11, on presenta equips, Planète Foot, on tracta notícies del món del futbol, o fins i tot Le Tour du monde des stades, on visita grans estadis europeus[font secundària desitjada.
El seu vídeo més popular a YouTube és El pitjor partit de la meva vida… La Remontada!, publicat el 9 de març de 2017, l'endemà de l'eliminació del Paris Saint-Germain contra el Barcelona. Aquest vídeo és el primer de la sèrie El pitjor partit de la meva vida, vídeos creats després de cada eliminació del Paris Saint-Germain o de l'Equip de França de futbol.

### Eclypsia (2017)
El 2017, Pfut es va unir a Eclypsia4[font insuficient] a través de projectes com la websèrie "En esperant FIFA 18", on compartia les seves prediccions sobre la portada del joc i la cobertura en directe de la final de la Lliga de Campions juntament amb Sneaky. Va romandre-hi només tres mesos.

### Eleven All Stars (2022)
El 2022, Pfut va ser seleccionat per a l'esdeveniment Eleven All Stars organitzat per AmineMaTue, un partit entre streamers francesos i espanyols que es va celebrar el 19 de novembre de 2022 al Stade Jean-Bouin de París, amb victòria francesa per 2-0. Tot i que inicialment era titular, va ser substituït abans del partit després de decidir assistir a la presentació del seu amic SDM abans de començar el partit, mentre els jugadors eren cridats als vestidors. Va entrar al camp a la segona part, jugant com a davanter.

### Koh Survivor RP, Subathon i Booba (2024)
Al gener de 2024, va participar en Koh Survivor RP, un esdeveniment de rol en directe organitzat per AmineMaTue, que va reunir diversos streamers francesos. Va interpretar el personatge de François Pignon.
El 1r de juliol de 2024, va començar un subathon de més de tres setmanes a Twitch, amb diversos convidats des d'una vila a Marràqueix, Marroc. Un subathon consisteix en fer stream de contingut de forma contínua mentre el streamer rep subscripcions de pagament.
A l'agost de 2024, Pfut va interpretar la cançó Scarface en el concert de Booba al Rose Festival a Tolosa. El 16 de desembre de 2024, Booba va participar en un live a Twitch amb Pfut, amb més de 80.000 espectadors. Va criticar Léon Marchand, Cédric Doumbè, Baki i SCH, expressant dubtes sobre les seves actuacions.

### Participació: Stream for Humanity (2025)
Durant l'esdeveniment benèfic Stream For Humanity, organitzat del 17 al 19 de gener de 2025, Pfut va participar en activitats per donar suport a Metges Sense Fronteres, recollint 82.650 € per l'ONG. Aquest marató, que es va celebrar al Stade Jean-Bouin, va comptar amb la participació d'uns 40 streamers, inclòs Pfut.
Va establir "objectius de donació" per a l'esdeveniment, com provar productes, desafiar altres streamers a proves d'atletisme o fins i tot convidar personalitats com SDM i el seu pare als seus streams segons la quantitat recaptada.
El stream també va incloure un partit de futbol benèfic on Pfut va marcar un doblet, inclòs un gol driblant Adil Rami.

## Polèmiques i controvèrsies
La carrera de Pfut ha estat marcada per diverses controvèrsies, sobretot per l'ús de l'humor negre, que li ha comportat diverses suspensions a Twitch. A principis dels anys 2020, va ser expulsat de la plataforma tres vegades per comentaris "grollers i odiadors".

### Conflicte de Booba i Maes
Pfut va estar al centre d'una polèmica entre Booba i Maes, quan Booba va treure a la llum un vídeo de Pfut criticant la música de Maes.

### Acusació de Ponce
Va ser acusat pel streamer Ponce de ser un "gran gurú de l'assetjament i la misogínia"

### Domingo: Espectacle de crispetes
A conseqüència dels comentaris de Domingo a Twitch, que va considerar inadequada la presència de Pfut, Ravus i Snakou al seu programa Popcorn, Pfut i Ravus van expressar la seva decepció. Pfut va mencionar que es va sentir ferit, destacant la seva capacitat d'adaptar-se, mentre que Ravus lamentava la visió reduccionista de Domingo sobre ells.

### Menció del nom de Pfut durant el judici per assetjament cibernètic
El 21 de gener de 2025, Pfut va reaccionar a les mencions del seu nom durant el judici per assetjament cibernètic presentat per Ultia. Va reconèixer un "error" en imitar-lo durant un live el 2021 i va negar qualsevol incitació a l'assetjament.
Ultia, objecte d'atacs des de la seva denúncia del sexisme d'Inoxtag el 2021 durant el ZEvent, va testificar sobre l'impacte psicològic de l'assetjament. Alguns acusats van afirmar haver estat influïts per Pfut, qui va rebutjar qualsevol responsabilitat.

## Vida personal
Des de novembre de 2021, Pfut viu a Dubai.
A més, encara resideix a França, a la Sena i Marne, on viu des de la seva infància